# Таню Мичев
Таню Манев Мичев е български учен орнитолог.
През 1961 г. завършва висшето си образование в Биологическия факултет на Софийския университет „Климент Охридски“. В периода 1961 – 1967 г. изследва птиците на българското птиче Елдорадо – езерото Сребърна.
Неговите резултати и първите му трудове го представят отлично в страната и чужбина и през 1964 г. е поканен на специализация в Кралския институт за защита на природата в гр. Зейст (Zeist) в Нидерландия, последвана (1965) от друга специализация в биологичната станция на световноизвестния природен резерват „Камарг“ (Camargue) в Южна Франция.
Любовта към птиците и всеотдайната безкористност, с която им се отдава още от младежките си години, отдавна са го превърнали в пример като представител на малцината романтици-ентусиасти в науката. Още първите му публикации с остроумните конструкции за заснемането на подземния живот на земеродно рибарче (Alcedo atthis), „надничането“ в интимния живот на колонията от къдроглав пеликан (Pelecanus crispus) в „Сребърна“ и още много други златни кадри и блестящи научни изследвания го нареждат сред най-талантливите български зоолози.
През 1968 г. е назначен като научен сътрудник в бившата Комисия за защита на природата при БАН, а през 1985 г. вече е старши научен сътрудник в наследилия я бивш Научно-координационен център по опазване на околната среда при БАН. В продължение на 5 години (1990 – 1994) Заместник-директор е на бившия Институт по екология на БАН. Той е сред възродителите на пещерното движение в страната и в младите си години е сред най-добрите пещерняци-спелеозоолози. Т. Мичев е инициатор и организатор от 20 години и на среднозимните преброявания на водолюбивите птици по влажните зони на Българското Черноморие. С активния му принос към резервата „Атанасовско езеро“ край Бургас е създадена и поддържана вече повече от 3 десетилетия научна база за разностранни теренни биологични изследвания.

## Научни приноси
Отличната му литературна осведоменост, ползването на 4 чужди езика, големите му интереси в орнитологията (миграция, гнездене, опръстеняване, зимуване и опазване на птиците) и природозащитата (консервационна биология, защитени природни територии, застрашени и редки птици) са му позволявали да се справя перфектно със задълженията си като национален представител, координатор и експерт в престижни международни специализирани организации, както и като национален кореспондент за редица международни орнитологични издания. Научното му творчество обхваща над 90 научни статии, 10 научни монографии, 2 научнопопулярни книги и 100-тина научнопопулярни статии (някои в съавторство).
Сред най-значимите му приноси са 2 издания на полевия определител „Птиците на Балканския полуостров“, „Фауна на България – Птици, тт. 20, 26“, „Защитени птици в България“, „Червена книга на Н Р България, т. 2. Животни“, „Атлас на гнездещите птици в Европа“. Ръководи колектив от 30-ина орнитолози по написването на частта за птиците във второто издание на „Червена книга на България“.
Т. Мичев е известен и с активната си обществена дейност. Успява да осъществи мечтата на своя учител ст.н.с. Николай Боев, като организира група млади ентусиасти и през 1988 г. създава Българско дружество за защита на птиците, като е негов първи председател. Днес това дружество е най-масовата и дейна природозащитна неправителствена организация в страната. През 1995 г. Т. Мичев оглавява създаденото пак с негово участие Българско орнитологично дружество и е негов председател. Има сериозен принос в научната обосновка на стратегията за законовата природозащита в България.